# Micropsitta bruijnii
El microloro pechirrojo (Micropsitta bruijnii) es una especie de ave psitaciforme perteneciente a la familia Psittaculidae que habita en Melanesia y las Molucas septentrionales. El nombre científico bruijnii conmemora al comerciante de plumas holandés Antonie Augustus Bruijn.

## Descripción
Como su nombre lo indica, los microloros son los más pequeños de todos los loros, los microloros pechirrojos miden sólo 9 cm de largo, Su cola es corta, rígida y de color azul. El plumaje de sus partes superiores y flancos es principalmente verde. Los machos tienen la nuca y laterales del pecho azules, y la cabeza y sus partes inferiores son rojas o anaranjadas según las subespecies. En cambio las hembras tienen la nuca verde, el píleo azul y rostro y pecho blanquecinos, con el resto de las partes inferiores amarillas.

## Distribución y hábitat
Los microloros tienen una distribución limitada al archipiélago malayo y Australasia. Esta especie en particular se encuentra en altitudes más altas que otros microloros. Se encuentra en los bosques tropicales húmedos de Nueva Guinea, las Molucas septentrionales y las islas Bismarck y Salomón. Anida en los termiteros de las termitas arbóreas. Trepa por los troncos realizando movimientos erráticos que recuerdan a los trepadores del género Sitta, y se mantienen sobre la corteza de los árboles buscando los líquenes que crecen de ella, que conforman la mayor parte de su dieta.
Su población mundial no se ha determinado, pero la especie ha pasado de ser común no tan frecuente debido a la deforestación y la pérdida de su limitado hábitat.